# Craniella coactifera
Craniella coactifera är en svampdjursart som först beskrevs av Lendenfeld 1907.  Craniella coactifera ingår i släktet Craniella och familjen Tetillidae. Inga underarter finns listade i Catalogue of Life.